# سیارک ۲۳۸۱۸
سیارک ۲۳۸۱۸ (به انگلیسی: 23818 Matthewlepow، نامگذاری:1998QZ50) بیست و سه هزار و هشتصد و هجدهمین سیارک کشف شده‌است که در ۱۷ اوت ۱۹۹۸ کشف شد.
قدر مطلق سیارک برابر ۱۴.۸ است.